# Lorenzo Marcello (incrociatore ausiliario)
Il Lorenzo Marcello è stato un incrociatore ausiliario della Regia Marina, già motonave passeggeri italiana.

## Storia

Un’altra immagine della Lorenzo Marcello in servizio civile

Costruita tra il 1927 ed il 1928 dallo Stabilimento Tecnico Triestino contemporaneamente alla similare Lazzaro Mocenigo (costruita nella stessa città ma nei Cantieri San Rocco), la nave era in origine una motonave passeggeri (o mista) da 1413 tonnellate di stazza lorda, propulsa da un motore diesel (con scorta di carburante di 1250 tonnellate) su un'elica, che consentiva una velocità di 14 nodi.
Appartenente in origine alla Società anonima di Navigazione di Venezia, che la impiegò sino al 1936, la motonave venne nello stesso anno noleggiata, e successivamente acquistata, dalla Società di Navigazione Fiumana, con sede a Fiume, che la iscrisse, con matricola 86, al Compartimento marittimo di Fiume. Tale società noleggiò a sua volta la Marcello alla Società Anonima di Navigazione Adriatica. La nave era impiegata nei collegamenti nell'Adriatico, trasportando merci e passeggeri tra Venezia, Fiume, Pola, Ancona, Trieste e Zara.

La nave dopo la trasformazione in incrociatore ausiliario

Oltre un anno dopo l'ingresso dell'Italia nella seconda guerra mondiale, il 20 giugno 1941, la Marcello venne requisita dalla Regia Marina ed iscritta nel ruolo del Naviglio ausiliario dello Stato come incrociatore ausiliario, con matricola D 20. Armata con due cannoni da 100/47 mm, due mitragliere da 20/65 mm ed altrettanti scaricabombe (o lanciabombe) antisom per bombe di profondità, l'unità venne destinata principalmente a compiti di scorta convogli.
Alle 13.05 del 19 giugno 1943 il Lorenzo Marcello, in navigazione da Bari a Patrasso, urtò una mina e s'inabissò ad un paio di miglia per 260° (ad ovest) da Capo Dukato sull'Isola di Santa Maura, con perdite tra l'equipaggio.